# Kuştepe, Pehlivanköy
Kuştepe là một xã thuộc huyện Pehlivanköy, tỉnh Kırklareli, Thổ Nhĩ Kỳ. Dân số thời điểm năm 2011 là 417 người.